# Dragutin Jesih
Dragutin Jesih (Stenjevec kod Zagreba, 8. svibnja 1895. – Šćitarjevo, 20. studeni 1944.), hrvatski katolički svećenik. Zbog pomaganja Židovima uz riskiranje vlastitog života uvršten je na listu pravednika među narodima.
Pučku školu i gimnaziju svršio u Zagrebu, a teologiju u sjemeništu St. Francis u Wisconsinu, u Sjedinjenim Američkim Državama, gdje je 16. ožujka 1918. zaređen za svećenika. Još dva njegova brata bili su katolički svećenici. Djelovao je kao svećenik u Milwaukeeu u Wisconsinu, zatim u Garyu u Indiani od 1919. do 1922. te ponovno u Milwaukeeu od 1922. do 1930. god. Pisao je u hrvatskim listovima u SAD  „Glas istine“, „Narodne novine“ i „Američki Hrvat“, a izdao je i sam kalendar „Naša nada“. Bio je i među osnivačima Hrvatske katoličke zajednice u SAD-u, koja je osnovana u Garyu 1921., kada je ondje djelovao Dragutin Jesih. 1930. godine se vraća u Hrvatsku, gdje 30. rujna 1930. god. postaje upraviteljem župe u Požeškom Brestovcu. Potom je od veljače 1932. god. do kraja 1936. godine upravitelj župe u Ruševu, gdje 1935. godine - u suradnji sa svojim bratom vlč. Pavlom Jesihom (1890. – 1963.), koji je djelovao u Zagrebu i bio zadužan za rad Katoličke akcije - osniva ogranak katoličkog pokreta "Križari". Od 1937. god. je upravitelj župe Gradec. Za vrijeme službovanja u Gradecu pokrenuo je karitativni list “Dobrotvor”, kao poveznicu između Hrvata u Americi i Hrvatskoj. 1940. godine postaje župnikom u Sladojevcima, a u ožujku 1942. god. odlazi za župnika u Ščitarjevo, gdje će biti ubijen 1944. godine.
U podrumu župnog dvora u Ščitarjevu, vlčl. Dragutin Jesih je skrivao više ranjenih partizana i Židova, među njima budućeg generala izraelske policije Dana Barama (rođen u Zagrebu kao Milivoj Fuchs) i njegovu majku Ernu Fuchs, koji su se ondje skrivali do 27. studenoga 1944. god., kada su - nekoliko dana nakon što je nestao vlč. Dragutin Jesih - upozoreni da moraju pobjeći dalje.
1944. god. su Dragutina Jesiha ustaške vlasti s još šestoricom svećenika uhitile pod sumnjom da je surađivao u pokušajima HSS-a - s čijim vodstvom su vlč. Dragutin Jesih i njegov brat vlč. Pavao Jesih bili bliski od prije rata - da se svrgne ustaški režim i prevede NDH na stranu saveznika; bio je otpušten iz zatvora nakon 3 tjedna. U Šćitarjevu mu je prijetila opasnost također i od partizana, kao i drugim katoličkim svećenicima. Nakon upozorenja da mu prijeti opasnost i da bi bilo dobro da se skloni u Zagreb, kasno u noći 20. studenog 1944. god. napustio je župni dvor, da bi rano ujutro seljaci našli na obali rijeke Save tragove krvi, te je o mogućoj smrti vlč. D. Jesiha kapelan vlč. Vladislav Loin obavijestio nadbiskupiju u Zagrebu. Tek 10. prosinca 1944. god. pronađeno je tijelo Dragutina Jesiha kod Strmca Bukevskog, gdje ga je izbacila rijeka: tijelo je bilo izbodeno nožem u predjelu prsa, a na čelu mu je bio urezan križ. U prisutnosti vlč. Vladislava Loina i četvero župljana, tijelo vlč. Dragutina Jesiha je potajice pokopano istu večer. Istraga nikada nije provedena, i ne zna se do danas tko ga je ubio.

## Vanjske poveznice
- Ščitarjevski župnik, mučenik, Dragutin Jesih i braća svećenici obitelji Jesih, prezentacija knjige autora Ivana Nađa, kod Glas Koncila